# ماریا اولارو
ماریا اولارو (به انگلیسی: Maria Olaru) ژیمناست زادهٔ ۴ ژوئن ۱۹۸۲ میلادی اهل کشور رومانی است.